# Gemelo (biología)

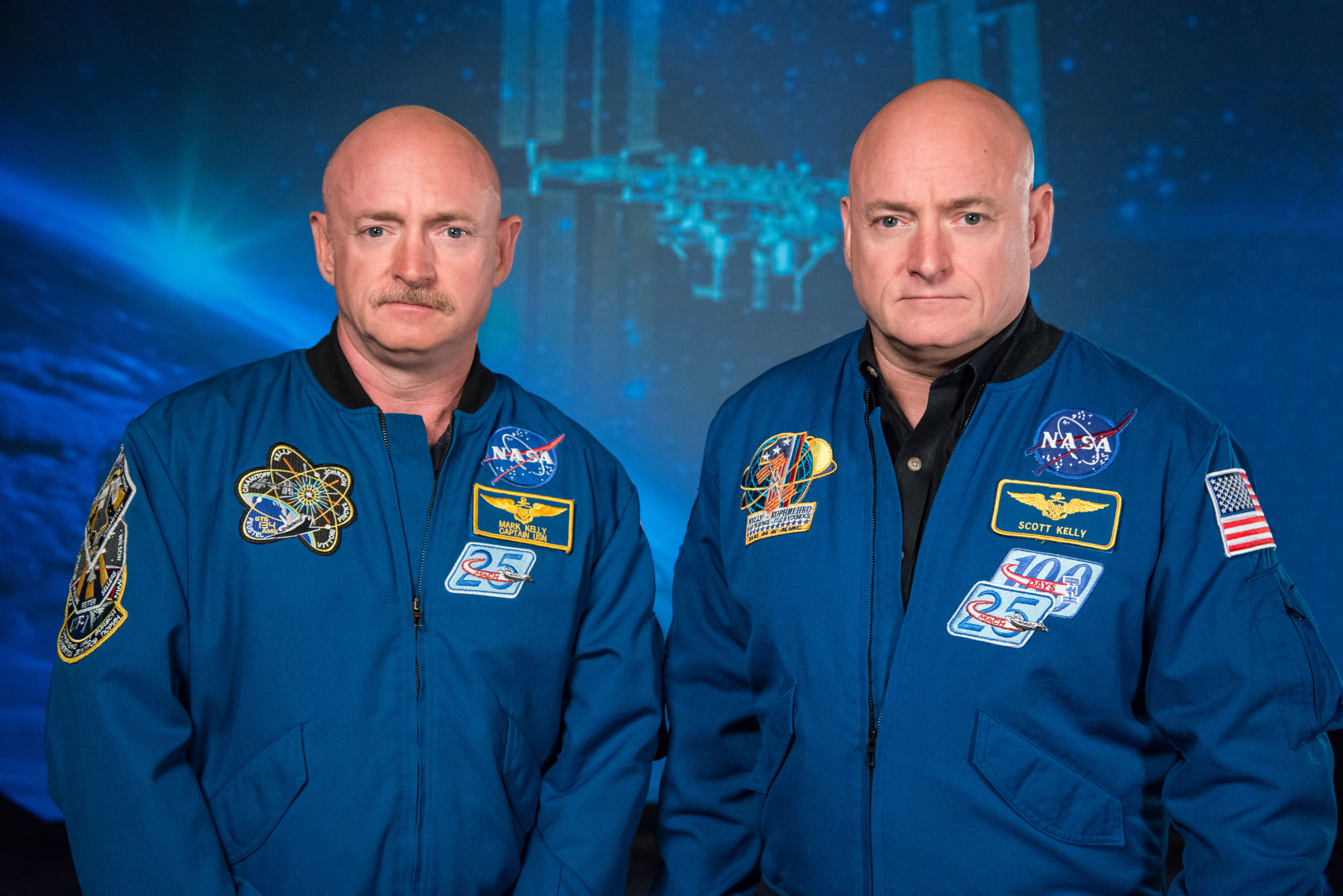
Los ex-astronautas de la NASA, Mark E. Kelly y Scott Kelly, son gemelos idénticos.

La palabra gemelo, se denomina coloquialmente a todos aquellos individuos que han sido alumbrados en un mismo parto. En biología hace referencia a todos aquellos cigotos cuyo desarrollo y gestación ocurre simultáneamente.

## Etimología
La palabra «gemelo» —junto a «mellizo» y «géminis»— deriva de la expresión latina gemellus (diminutivo de geminus) la cual significa ‘nacido al mismo tiempo’; que a la vez es relacionada con la raíz indoeuropea yem-.
«Gemelo» y «mellizo» solían tener un significado similar, y aún pueden considerase sinónimos, aunque la Real Academia, en la edición 23 del Diccionario de la Lengua Española, ya reconoce cierta distinción entre ellas. La palabra «gemelos» es utilizada para referirse a aquellos individuos cuya concepción ocurre a partir de la división de un mismo cigoto y son idénticos y del mismo sexo, mientras que la palabra «mellizos» hace alusión a aquellos embriones que provienen de la fertilización lograda entre gametos distintos y pueden ser de diferentes sexos.
Palabras como «triate» (trillizo), «jimagua», «cuate» (mellizo) o «morocho» (mellizo) son americanismos y han sido adoptadas en una gran cantidad de regiones.

## Proceso
La razón por la cual ocurre este fenómeno es desconocida, pero su proceso ha sido investigado y teorizado detalladamente. Las causas por las cuales ocurre la gestación múltiple son varias y la causa determinará el grado de similitud o parentesco entre ambos individuos. En el caso de los gemelos idénticos ocurre durante la división celular en la cual un solo cigoto da origen a dos embriones, mientras que en el caso de los gemelos fraternos (mellizos), gametos distintos consiguen la fertilización simultáneamente. La fecundación de un óvulo por dos espermatozoides (polispermia) en raras ocasiones puede dar lugar a la concepción de gemelos semi-idénticos que poseen un alto grado de mosaicismo y comparten la mitad de un mismo genoma.

Los gemelos idénticos nacen a partir de la división de un cigoto común, mientras que los gemelos fraternos (mellizos), proceden de dos cigotos distintos.

## Gemelos monocigóticos
El término monocigótico, donde mono significa uno y cigótico hace referencia al cigoto, significa 'un solo cigoto’ o ‘proveniente de un mismo cigoto’, es utilizado  para referirse a seres que se originan por la bipartición celular de un cigoto, que da origen a dos embriones, llamados en los humanos gemelos idénticos, por su idéntica carga genética.
El término gemelos idénticos o monocigóticos, es utilizado para referirse a aquellos organismos cuyo origen ocurre inmediatamente después de la fertilización. La división celular del cigoto, origina dos células genéticamente iguales, que se desarrollan conjuntamente.

Al momento del nacimiento, los gemelos monocigóticos o univitelinos comparten caracteres genéticos y epigenéticos iguales, pero ambos pueden variar durante el desarrollo, a causa de mutaciones en el caso del genoma o a causa de factores ambientales y el envejecimiento, en el caso de la epigenética. A lo largo de sus vidas, tanto su aspecto como su genoma pueden resultar diferentes, a tal punto que se llegan a considerar hermanos dicigóticos.
De acuerdo al periodo de tiempo en el cual ocurra la bipartición del cigoto, los gemelos monocigóticos pueden catalogarse de acuerdo a la manera en que comparten el saco amniótico y el corion, pudiendo ser desde gemelos diamnóticos/dicoriónicos a monoamnióticos/monocoriónicos que en ocasiones llegan a compartir desde un órgano hasta distintas extensiones de un mismo cuerpo. Estos últimos, en el caso de los humanos, son conocidos como siameses.

### Momento de división
Cuando la división ocurre tres días después de la fecundación, ambos cigotos se desarrollarán como embriones con un saco amniótico y un corion separado. Este tipo de división es similar a como se desarrolla la gestación de organismos dicigóticos. El desarrollo en este tipo de casos no está exento de complicaciones.
Cuando la división ocurre a partir del cuarto día luego de la fertilización, el cigoto se fraccionará de tal manera que ambos embriones que se formen compartan un mismo corion pero se desarrollen en líquido amniótico distinto, en ocasiones comparten toda la placenta. En este tipo de casos existen riesgos a sufrir, principalmente el síndrome de transfusión fetofetal, en el cual uno de los gemelos «cede» parte de la sangre al otro.
Después del noveno día, la división que acontezca dará como resultado dos organismos que compartirán tanto su corion como su saco amniótico y probablemente la totalidad de la placenta. Este tipo de gestación puede generar mucho más riesgo de padecer el síndrome de transfusión fetofetal, además de complicaciones en cuanto al desplazamiento del cordón umbilical a lo largo de los cigotos.
Después del décimo día, la división que ocurra sólo podrá dar como resultado una bipartición incompleta o tardía, desembocando en el nacimiento de individuos que compartirán desde órganos hasta distintas proporciones de un mismo cuerpo, lo que en humanos se conoce como siameses.

### Gemelos semi idénticos
Es denominado polispermia el suceso durante el cual más de un espermatozoide fecunda un óvulo; en este caso dos espermatozoides. El cigoto resultante tiene tres pares de cromosomas —siempre que cada gameto posea uno— es decir, contará con sesenta y nueve cromosomas. Sin embargo, durante este proceso inestable, la información genética del cigoto es mezclada inevitablemente. En el caso de que al menos uno de los espermatozoides transportara un cromosoma Y, al ocurrir la bipartición a gemelos, la división celular subsiguiente intentará generar un cariotipo normal de cuarenta y seis cromosomas. Si es logrado, el resultado será un individuo que manifestará un alto grado de mosaicismo y/o quimerismo. Cada uno de estos individuos puede manifestar físicamente un sexo y llegar a poseer los tejidos y órgano reproductor del mismo. Sin embargo, también es muy probable que manifieste ambos tejidos, ovarios y escroto; de cualquier forma poseerá un elevado porcentaje de células de ambos sexos dependiendo del tejido.

### Características

#### Similitud

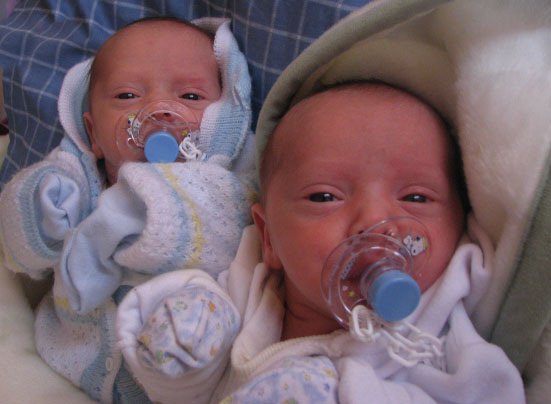
Dos bebés gemelos.

Los gemelos monocigóticos no poseen un genoma exactamente igual. Estudios realizados en las leucocitos de sesenta y seis pares de gemelos monocigóticos, ha llevado a la conclusión de que las células en la sangre de ambos podrían tener, por cada secuencia de ADN, una diferencia en cada  1.2 × 107 nucleótidos. Además de esto, ya que su división celular se lleva a cabo de manera independiente luego de la bipartición, el tener contacto con distintas zonas del saco (entre otras características del periodo de gestación), es todavía curioso que sean tan parecidos. Aparte de esto y en los casos en que resultan indistinguibles en su fenotipo, siempre existen rasgos intrínsecos en la complexión de cada uno. Esto es causado por recibir una nutrición desigual durante la gestación y/o la intervención de la epigenética luego del nacimiento, entre otras variaciones en el desarrollo de ambos que puede cambiar sus apariencias durante el crecimiento.

#### Sexo

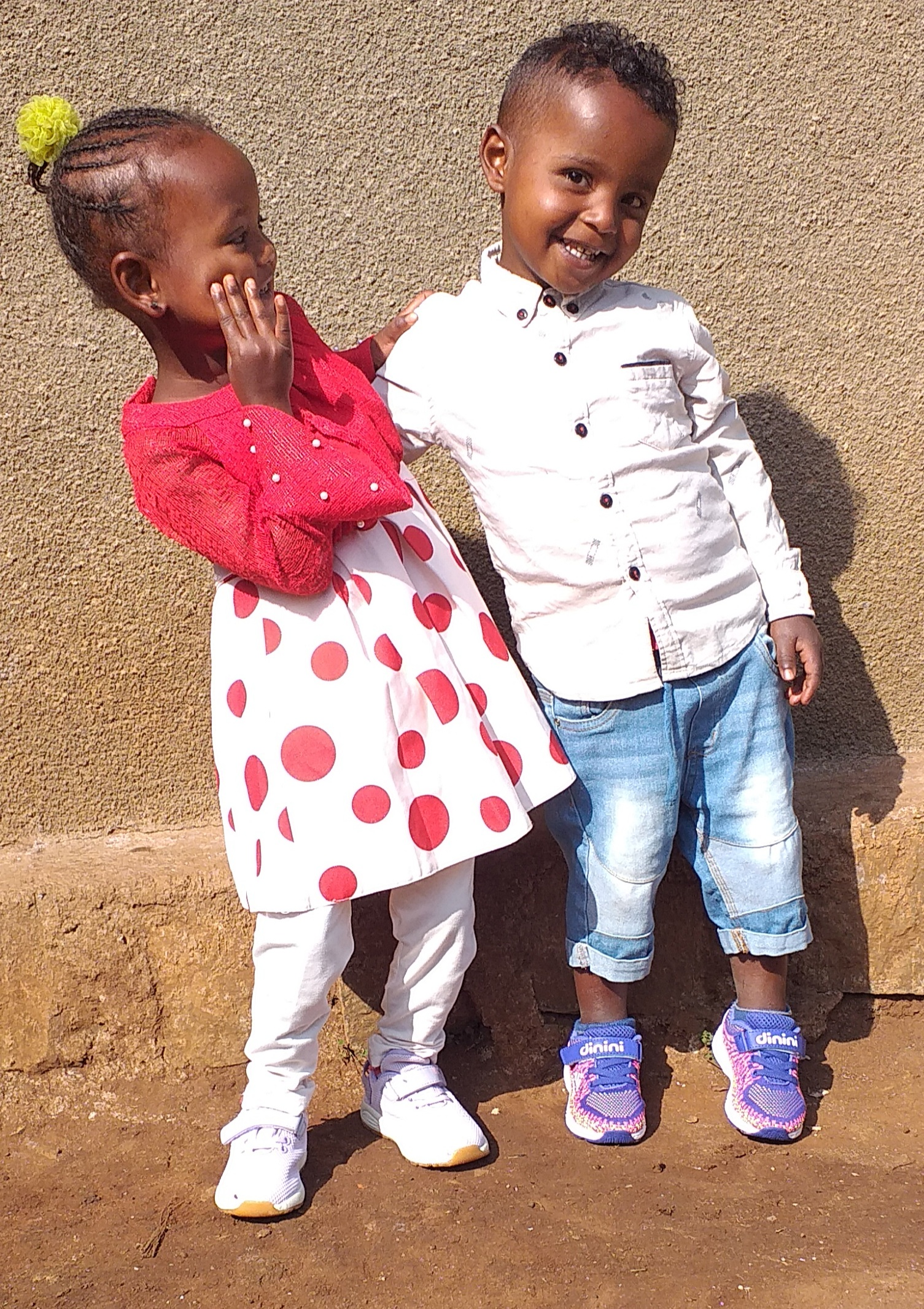
Dos mellizos que no son del mismo sexo, una niña y un niño.

Estos individuos pueden o no ser del mismo sexo. En caso de ser de distinto sexo (una mujer y un varón que son gemelos monocigóticos) pueden ser o no similares en su fenotipo, pero (además de las diferencias típicas expuestas anteriormente) la producción hormonal los diferenciará aún más a lo largo del crecimiento. Estos individuos provienen de la fecundación de un ovocito por parte de un espermatozoide que transporta más de un cromosoma sexual, o por dos espermatozoides que tienen cromosomas sexuales distintos (en el caso de la poliespermia). Al ser fertilizado, el ovocito aporta un cromosoma adicional, de modo que se concibe un cigoto de cariotipo XXY. Durante la bipartición común, este cigoto que en un principio poseía tres pares de cromosomas sexuales, se divide para crear dos cigotos que durante su división celular desecharán (ambos) uno de los tres cromosomas; cada cigoto organizará un genoma propio de un sexo, de tal modo que serán concebidos dos individuos que poseen gran similitud genética, principalmente en sus autosomas. En la mayoría de los casos ambos organismos o personas presentan microquimerismo, es decir, poseen células de su gemelo dentro, las cuales son genéticamente del otro sexo. El porcentaje de estas células puede variar de tejido a tejido y por lo general los órganos sexuales están exentos de ellas. Estas células pueden o no afectar la fertilidad de ambos, pero no se manifestarán en el linaje pues puede que se desechen a lo largo de sus vidas.
En el caso de los gemelos semi-idénticos, debido a que es un proceso inestable, ambos gemelos poseen genomas en distintos porcentajes de uno u otro sexo (siempre que al menos uno de los espermatozoides que fecundaran el óvulo transportara un cromosoma Y), de modo que es mucho más difícil predecir qué tejido poseerá cada uno, pudiendo ser del mismo sexo, de distinto sexo o de ambos.

## Gemelos dicigóticos

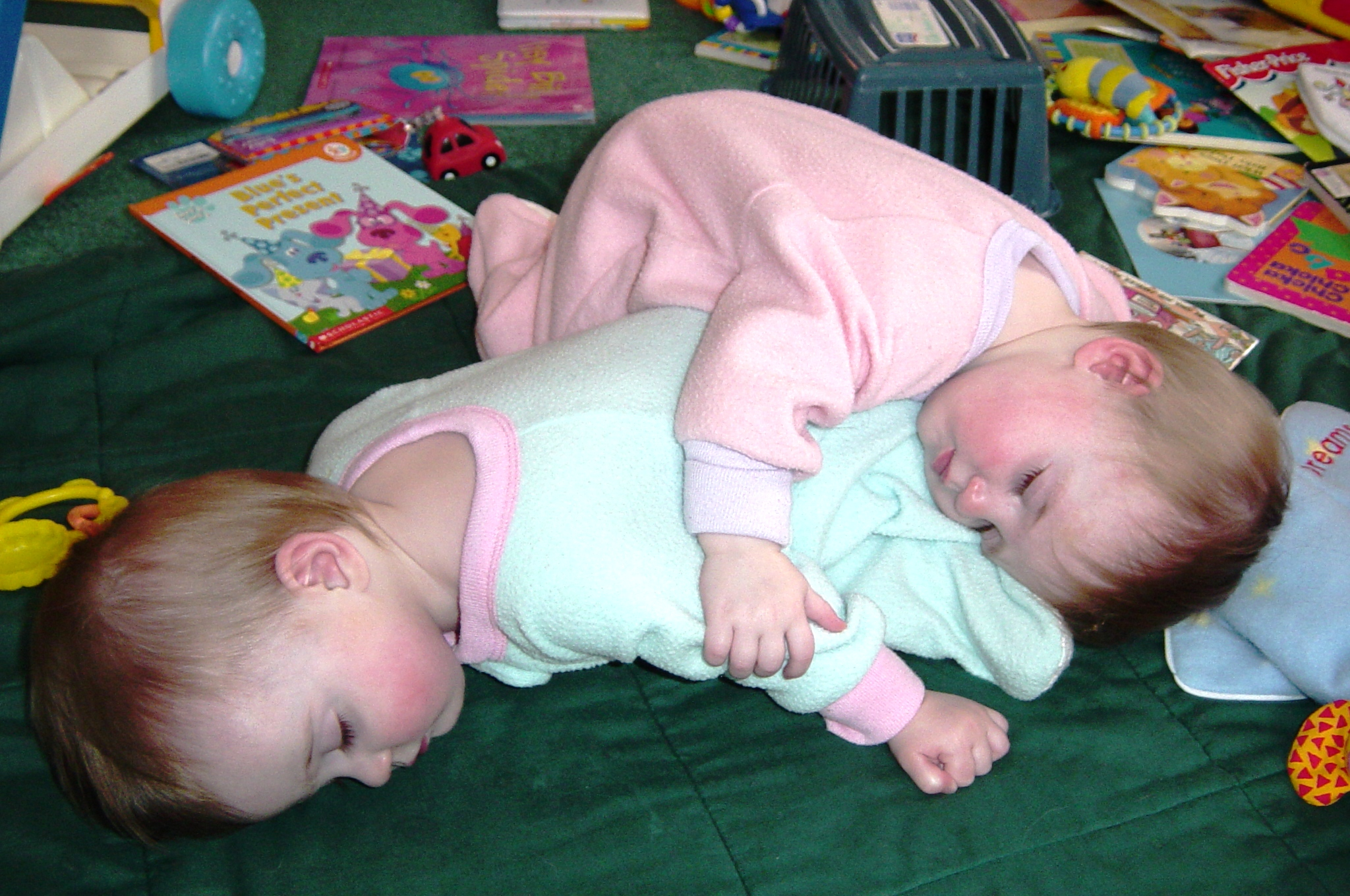
Gemelos de ocho meses de edad durmiendo.

Los individuos cuya gestación ocurre de manera simultánea y se originan por la fecundación de dos óvulos distintos por dos espermatozoides distintos dan como resultado individuos  dicigóticos (dicho coloquialmente, mellizos o «gemelos fraternos»). Ambos individuos se producen debido a que, durante el periodo de ovulación, más de un óvulo es liberado, en este caso, dos. Luego el coito, ambos óvulos son fertilizados por espermatozoides distintos y dos cigotos comienzan a desarrollarse independientemente. La palabra está compuesta del prefijo di que indica dos, y cigótico, que hace referencia al cigoto; significa ‘proveniente de dos cigotos [distintos]’.
A pesar de desarrollarse de forma separada, existe en ocasiones la posibilidad —de manera no del todo clara— de que ambos mellizos compartan parte de una misma placenta, y un proceso de intercambio de sangre y células ocurra entre ambos, alojándose en ciertos tejidos. Esto significa que luego de nacer, ambos individuos manifiesten una quimera, sanguínea o de otro tipo, en la que presenten diferentes tipos de sangre, o células genéticamente disímiles, que provienen de su mellizo.[cita requerida]
Debido a la manera en que son concebidos, el genoma de los organismos que se originan durante un proceso dicigótico de gestación, pueden proceder de distintos progenitores masculinos. Esto es llamado «superfecundación» o «superfertilización» en seres humanos, y se refiere al acontecimiento en el cual, luego de liberarse más de un óvulo, uno de ellos resulta fecundado durante un acto sexual, luego, en un periodo de entre 12-48 horas, otro óvulo resulta fecundado durante coito con un sujeto distinto al anterior («Superfecundación heteropaternal»). De modo que la mitad de la información genética de ambos cigotos proviene de un mismo ser (la madre), mientras que la otra mitad procede de dos individuos distintos.

En el caso de los humanos, este suceso puede ser planificado; mediante la fertilización in vitro se podrían implantar cigotos fecundados por espermatozoides de distintos donantes.[cita requerida]

### Características

#### Similitud
Los individuos dicigóticos poseen tanta diferencia en sus genomas como cualquier otro par de hermanas o hermanos gestados y concebidos en momentos diferentes. Esto no evita que puedan ser tan similares o desiguales como cualquier gemelo monocigótico. De hecho, en ocasiones, individuos concebidos de un proceso monocigótico son tan diferentes que erróneamente son tomados por dicigóticos, a pesar de que su ADN es casi idéntico y difieran en el fenotipo; esto ocurre en casos auténticos de gemelos monocigóticos de distinto sexo.

#### Sexo
Estos individuos pueden o no compartir el mismo sexo.

## Peculiaridades

### Gemelo evanescente
Cuando se forman dos individuos monocigóticos, puede que uno de ellos sea reabsorbido o desaparezca. En otros casos puede convertirse en un feto comprimido, causando daños en la madre huésped y el embrión en desarrollo, así como complicaciones durante el parto. Es lo que se conoce como síndrome del gemelo evanescente.

### Anormalidad cromosómica
En gemelos monocigóticos, la división celular posterior a la bipartición en ambos embriones puede causar que uno de ellos sufra una mutación cromosómica, comúnmente en el gen aportado por el padre. Esto desemboca directamente en el síndrome de Turner.
En gemelos semi-idénticos, el mosaicismo producido por la mezcla del material genético durante la fecundación causa cariotipos anormales, que en ocasiones pueden manifestarse físicamente en un individuo que posea tejido sexual femenino y masculino, aunque es más probable que manifieste físicamente un sexo u otro y que sea igualmente fértil.

### Quimera por la unión de cigotos
En ocasiones una persona puede manifestar quimerismo en sus genes. Producido por la unión de dos cigotos luego de la bipartición, se conocen casos de personas que proceden de este fenómeno y cuyo genoma presenta ligeras desigualdades que no son propias de un individuo. Puede que se manifieste de distintas maneras; por ejemplo en su fenotipo, presentando heterocromía o color de ojos ligeramente distinto, diferencias en la pigmentación corporal, distinto crecimiento del cabello en lados opuestos del cuerpo, la presencia de las líneas de Blaschko, entre otras anormalidades.
En sus células puede existir de igual forma distinto contenido genético. Esto puede ser problemático en pruebas de ADN, pues las células obtenidas de un tejido pueden ser totalmente diferentes a la de otro.

### Gemelos siameses

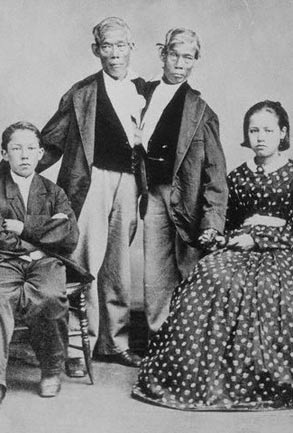
Chang y Eng.

Los gemelos siameses ocurren debido a una bipartición tardía del cigoto, aproximadamente luego del duodécimo día de gestación. Por lo general comparten órganos, partes del cuerpo, tejidos, extremidades y en ocasiones el cuerpo entero. Las capacidades psíquicas de ambos se desarrollan con total normalidad y son personas completamente funcionales, a pesar de que su unión sea considerada una limitación física para ambos.

## Características y su reflejo en la cultura general

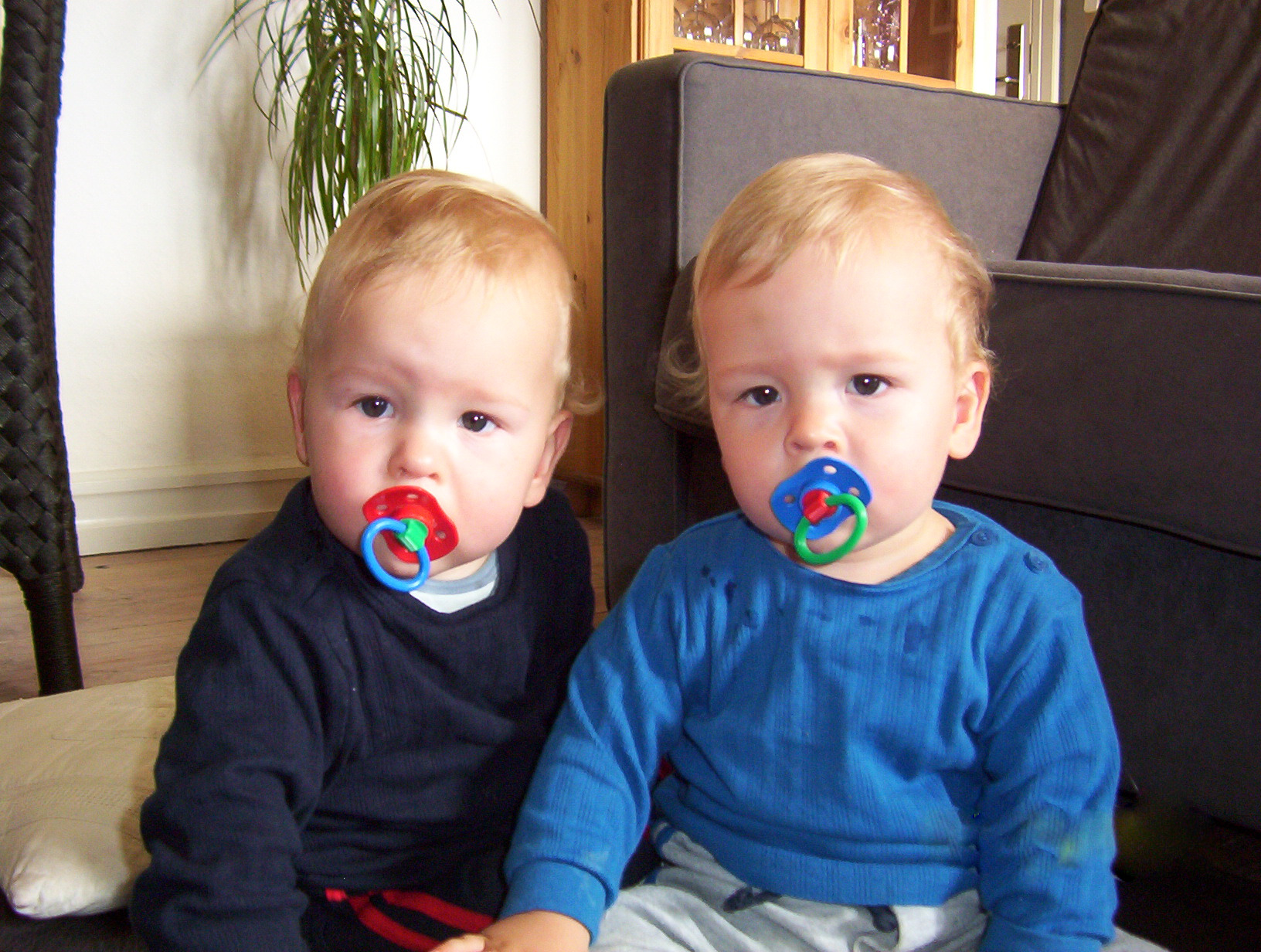
Gemelos idénticos.

- Los gemelos idénticos o individuos monocigoticos pueden llegar a ser muy parecidos, a pesar de que sus genomas, si bien poseen amplia similitud, no son idénticos.[14][15]
- Los gemelos idénticos no tienen pensamientos interconectados, como mucha gente cree.
- Los gemelos monocigóticos pueden ser de sexos distintos.[16]
- Los gemelos y mellizos en general, no tienen por qué coincidir en su personalidad, ni en sus rasgos físicos. Solo una prueba de ADN puede catalogar su similitud genética.[14]
- Durante la gestación de trillizos, por lo general dos de ellos provienen de la bipartición de un cigoto, es decir, son gemelos idénticos.
- La fecundación de gemelos o mellizos no es hereditaria. Su concepción sigue un evento que ocurre al azar y es una mera peculiaridad biológica. No existe ninguna forma natural de inducir el nacimiento de gemelos o mellizos, y racionalmente hablando, mucho menos una mística. La hiperovulación u ovulación múltiple puede ser hereditaria pero no necesariamente significa que conllevará el nacimiento de mellizos.[17]
- A través de la fertilización in vitro es más probable que se dé el nacimiento de mellizos, e incluso de gemelos a través de métodos más complejos como la inyección intracitoplasmática de espermatozoides.[18][19]
- Otro ejemplo de la superfecundación ocurre en la familia canidae, o algunos himenópteros como la abeja, y muchos más, aunque no aplican los mismos principios genéticos.
- Muchas creencias primitivas de África mantienen que el nacimiento de gemelos es algún tipo de señal de suerte o representa una prueba de la superioridad de la fertilidad del padre, mientras que en otras aún se practican rituales infanticidas. En este último acto incurrieron o puede que aún incurran numerosas tribus nativas de América y Siberia, en el pasado también civilizaciones asiáticas.[20]
- Así como existen pares de individuos concebidos a partir de procesos monocigóticos o dicigóticos, existen de igual forma tres, cuatro, cinco y más.[19]
- Existen gemelos de distinto sexo en la literatura y la televisión, como los personajes Cersei y Jaime de la conocida saga literaria Canción de hielo y fuego.[21] Asimismo, los protagonistas de la serie de Gravity Falls, Mabel y Dipper; así como los gemelos Lili y Fili de la serie Rugrats

Los personajes ficticios de Cersei y Jaime Lannister son gemelos monocigóticos, monoamnióticos y monocoriónicos, ya que uno de ellos nace aferrado al pie del otro. Además, ambos conciben tres hijos juntos. En teoría (y hablando en términos básicos), cualquier descendencia que se llegue a producir entre dos gemelos monocigóticos de distinto sexo, probablemente manifestará homocigosis en la mayoría de sus genes.

## Percepción cultural sobre gemelos en la civilización humana

### En la moderna civilización humana

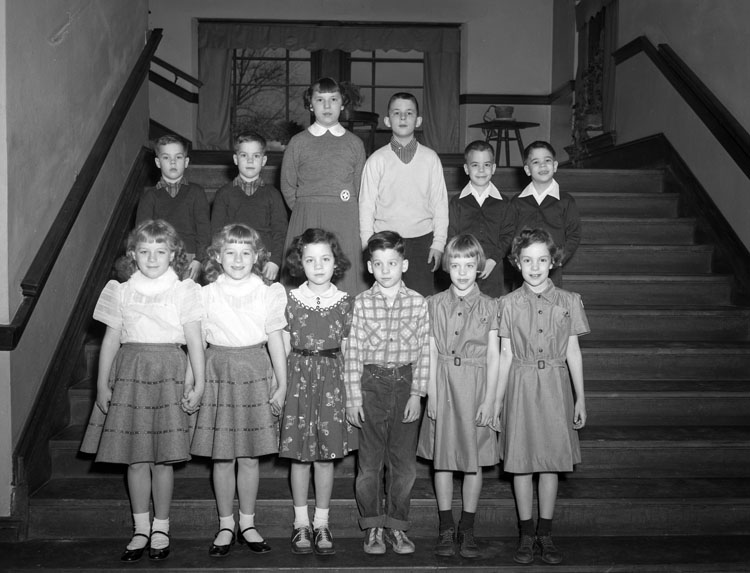
Gemelos en una escuela estadounidense (1957).

En los tiempos modernos, los gemelos y mellizos son comunes alrededor del mundo. Su densidad varía de región en región, encontrándose el mayor porcentaje en países de África, específicamente en los asentamientos de la etnia Yoruba, quienes poseen la mayor incidencia de embarazos de gestación múltiple.
En cuanto a su nacimiento, a pesar de ser un hecho completamente ordinario desde el punto de vista biológico, la percepción general es positiva, y es un acontecimiento bien recibido, a pesar de que no fue así en el pasado. Por ejemplo, en algunas regiones de África el nacimiento de gemelos recae directamente sobre sus ascendientes, que son considerados «super-hombres» o «super-mujeres», mientras que en otras regiones son considerados amuletos de buena suerte y es común el uso de sacos especiales para cargar a uno de los bebés en la parte frontal y a otro en la parte trasera. En la cultura árabe son tratados de manera indiferente mientras que en algunas culturas su nacimiento en familias sin registros de gestación múltiple despertaba sospechas sobre infidelidad por parte de la mujer.
En algunas regiones de China, cuando ocurre el nacimiento de hermanos de distinto sexo en una gestación múltiple, es común referirse a ellos como los infantes fraternales que portan el Fenghuang y el dragón chino, con lo que la familia entera queda así bendecida.

### En civilizaciones y pueblos antiguos
En las culturas antiguas, el nacimiento de hermanos durante un mismo parto era un acontecimiento extraño, por tanto las explicaciones místicas o creencias proliferaban y por lo general recaían directamente sobre los progenitores de cada sujeto. Por ejemplo, en numerosas tribus nativas americanas y africanas, y también en las tribus mongoloides de Siberia y algunos grupos aborígenes australianos, el nacimiento de gemelos se prestaba para la celebración de rituales homicidas en el cual ambos bebés eran sacrificados. Sin embargo, era más común en las de América el asesinar al segundo en nacer, en ocasiones ambos y en otras se incluía a la madre, ya que su significado se interpretaba como un acontecimiento negativo para sus tribus.
En el antiguo Japón el nacimiento de personas durante un mismo parto era percibido como algo barbárico, propio de las concepciones de los demás seres vivos distintos del ser humano, por lo cual la respuesta que encontraban más adecuada para tal acontecimiento "bárbaro" era asesinar a uno de los gemelos, otras veces a ambos y en ocasiones incluida la madre. En algunos casos menos severos, ambos gemelos eran ocultados al ojo público. Esto cambia radicalmente tal vez al comienzo o durante la época imperial.
Entre los pueblos occidentales como en la Antigua Grecia y los pueblos germánicos así como en algunas tribus africanas del golfo de Guinea, el nacimiento de gemelos era común en su mitología, de modo que su percepción general era ordinaria o incluso afortunada. Ejemplos son los mellizos Cástor y Pólux en la mitología griega y los gemelos fundadores Rómulo y Remo en la antigua Roma. En la biblia destacan los mellizos Esaú y Jacob hijos del patriarca Isaac.
El ejemplo más antiguo de gemelos monocigóticos es una tumba descubierta en 2005 en un yacimiento gravetiense en Krems-Wachtberg, Austria que data de aprox. 29000 a. C. En una pequeña fosa cerrada con un omóplato de mamut junto al hogar del refugio, fue enterrado un neonato que murió al nacer. Un mes después murió su gemelo, siendo la tumba reabierta y enterrado junto a él. Ambos fueron espolvoreados con ocre rojo y un collar de cuentas de marfil de mamut les fue dejado como ofrenda funeraria. En otra tumba cerca, se encontró otro bebé muerto con tres meses, que resultó ser primo hermano de los gemelos.